# Maison (Bazouges-la-Pérouse, place de la Poterie)
La maison est un édifice de la commune de Bazouges-la-Pérouse, dans le département d’Ille-et-Vilaine en région Bretagne.

## Localisation
Elle se trouve au nord du département et dans le centre du bourg de Bazouges-la-Pérouse sur la place de la Poterie, face au monument aux morts.

## Historique
La maison date de 1604. 
Elle est inscrite au titre des monuments historiques depuis le 4 janvier 1934.